# Andrzej Szerszyński
Andrzej Szerszyński (ur. 25 czerwca 1932 w Ciechanowie, zm. 17 listopada 2014 w Warszawie) – pułkownik dyplomowany Wojska Polskiego.

## Wykształcenie
- 1952 – szkoła średnia Ciechanów
- 1953 – Szkoła Podoficerska 1 Pułku Piechoty 1. Dywizji Piechoty im. Tadeusza Kościuszki
- 1954 – Oficerski Kurs Łączności
- 1961 – Wyższy Kurs Doskonalenia Oficerów przy Oficerskiej Szkole Artylerii Przeciwlotniczej w Koszalinie
- 1964–1968 – Akademia Wojsk OPL w Kijowie (ZSRR)
- 1984 – Podyplomowe Studium Operacyjno-Strategiczne w ASG w Warszawie

## Kariera zawodowa
- 1953 – zasadnicza służba wojskowa
- 1954–1959 – pododdziały i sztaby 9 Dywizji Artylerii Obrony Przeciwlotniczej 1 KOPK
- 1959–1961 – Szefostwo WOPL ŚOW
- 1961–1968 – Szefostwo WOPL MON
- 1968–1970 – Oddział Operacyjny Szefostwa WOPL MON
- 1970–1971 – Szef Sztabu 61 pułku artylerii WOPL
- 1971–1974 – Oddział Operacyjny Szefostwa WOPL MON
- 1974–1976 – Dowódca 61 pułku artylerii WOPL
- 1976–1982 – Dowódca 61 Brygady Artylerii WOPL
- 1982–1985 – zastępca dowódcy WOPL Warszawskiego Okręgu Wojskowego
- 1985–1991 – Szef WOPL WOW
- 1991 – przeniesiony w stan spoczynku

## Awanse
- podporucznik – 1954

(...)
- pułkownik – 1976[1]